# أتش بيغ
أتش‌ بيغ هي قرية في مقاطعة هشترود، إيران. عدد سكان هذه القرية هو 439 في سنة 2006.